# Bruno Magalhães
Bruno Magalhães (Lisboa, Portugal, 10 de Julho de 1980) é um piloto de ralis português, que participa actualmente no European Rally Championship. Os primeiros contactos com a modalidade, de que hoje é profissional, acontecem através do seu pai, Augusto Magalhães, também ele piloto de ralis, e que Bruno Magalhães acompanhava nas provas que fazia nas décadas de 80 e 90.

## Biografia
Em 1999, então com 18 anos, estreou-se ao volante de um carro de ralis no Rali Portas de Ródão, prova a contar para o Campeonato Nacional de Ralis Promoção. No seu primeiro rali teve uma performance prodigiosa, tendo chegado liderado no fim da primeira secção da prova. O resultado final não expressa a actuação do piloto, pois só um triângulo empenado, consequência de uma saída de estrada, o impediu de vencer o rali. Não obstante esse contratempo, ainda venceu três troços cronometrados no seu primeiro rali.   
Perante tão bons resultados, e após dois ralis no Campeonato Nacional de Ralis Promoção, o salto para o Campeonato Nacional de Ralis aconteceu ainda nesse ano e ao volante de um carro de Grupo N. Ao fim de quatro ralis, conseguiu vencer o grupo N de uma prova do nacional de ralis, algo de bastante expressivo para um piloto que se tinha estreado nesse ano e ia apenas no seu sexto rali. Como curiosidade refira-se que em 1999, Bruno Magalhães ainda foi adversário do seu pai na luta pelo grupo N, e que fez nesse ano a sua última época no principal campeonato de ralis de Portugal
Nos dois anos seguintes (2000/2001), foram épocas essencialmente de aprendizagem para o piloto. A época de 2001 revelou-se a mais complicada devido a inúmeras desistências e às poucas provas que efectuou. Perante esta senda de maus resultados, à estagnação da carreira e ainda à falta de patrocínios, o abandonou da modalidade foi ponderado pelo piloto.
Em boa hora o apoio de uma sucursal Peugeot apareceu para a época de 2002, permitindo a Bruno Magalhães conduzir um Peugeot 206 GTI que servia de carro-laboratório para o futuro troféu da marca francesa. Ainda assim, e no início da época, registe-se o regressos aos bons resultados, com duas vitórias no agrupamento de produção nos dois únicos ralis que fez nesse ano com um carro de grupo N. Nas duas épocas que passou no Troféu Peugeot 206, conseguiu a vitória no troféu no segundo ano contra pilotos como Mex Machado dos Santos, Vítor Pascoal e Francisco Barros Leite. No ano em que ganhou o troféu o prémio era a entrada para a equipa oficial da Peugeot. Com isso deu um dos maiores saltos da sua carreira, passando a ser piloto profissional e representante de uma equipa oficial a nível nacional.
Para o ano de 2005, o director da equipa Carlos Barros entregou-lhe o segundo 206 S1600 que a equipa dispunha, numa prova de confiança nas capacidades do jovem piloto nascido em Lisboa. No final do ano Bruno Magalhães suplantou o seu colega de equipa Miguel Campos, e ficou em segundo lugar no campeonato destinado a viaturas até 1600cc, só batido pelo piloto da Renault José Pedro Fontes. No ano seguinte, e com a saída do seu chefe de fila, Bruno Magalhães assumiu posição de destaque na equipa sendo o único representante da marca do leão no Campeonato Nacional de Ralis. 
No primeiro ano como piloto principal da Peugeot, Bruno Magalhães viria a ter como o seu principal adversário o campeão de Fórmula 3 de 2005, e que viria a ser o seu principal opositor nas duas épocas seguintes, o piloto da Renault José Pedro Fontes. Após um ano de intensas lutas nos troços portugueses, o título de Turismo e ainda de Turismo/Produção até 1600cc iriam ser entregues ao piloto da Peugeot. Estes dois títulos nacionais foram os primeiros da carreira para Bruno Magalhães.
No ano de 2007, a principal novidade é o novo carro. A Peugeot trocou o 206 S1600 pela nova arma da marca para os ralis, o Peugeot 207 S2000. Num ano em que teve novamente como principal adversário José Pedro Fontes, o piloto da Peugeot sagrou-se Campeão Nacional de Ralis Absoluto e de Grupo N, tendo ainda ganho o seu primeiro rali à geral, o Rali Torrié, que era a primeira prova do campeonato e ainda a primeira prova com o novo carro. O ano ficou ainda marcado pela estreia internacional do piloto, com a participação no Rali de San Remo, infelizmente o rali terminou mais cedo devido a um choque inevitável com o carro do piloto Brice Tirabassi, que ficara atravessado no troço após a saída de estrada do piloto francês.
Tal como em 2007, o ano de 2008 ficou marcado pelo domínio quase absoluto a nível nacional. O piloto de Oeiras conquistou novamente o título nacional, ao que se juntou um outro, o de Turismo, que já tinha sido conquistado em 2006. A principal diferença este ano é que Paulo Grave, navegador de Bruno Magalhães desde 2002, abandonava por motivos profissionais, dando lugar a Mário Castro e posteriormente a Carlos Magalhães.
Para a época de 2009 a vontade de dar o salto para um campeonato internacional existia, no entanto, e devido à falta de patrocínios que o impossibilitaram de participar regularmente no Intercontinental Rally Challenge, Bruno Magalhães vê-se mais uma vez a discutir o campeonato nacional. Num ano que teve forte oposição do piloto Vítor Pascoal, também ele a conduzir um Peugeot 207 S2000, Bruno Magalhães só conquistou o título nacional no último rali do ano, o Rali do Algarve A sua desistência prematura no Vodafone Rali de Portugal, prova com peso importante para as contas do campeonato, fez com o piloto da Peugeot tivesse de fazer um campeonato de trás para a frente, lutando com um muito regular Vítor Pascoal.
Finalmente em 2010, Bruno Magalhães consegue dar o salto para os palcos internacionais. Acompanhado por Carlos Magalhães, o piloto da Peugeot participou no Intercontinental Rally Challenge, num programa de oito provas. Após um início de campeonato regular em que o piloto português pontuou em todas as provas e ponto alto da temporada foi a vitória no SATA Rali Açores após luta intensa com os pilotos oficiais da Skoda e que foi apenas decidido no último troço cronometrado. Foi a primeira vitória de um piloto luso no Intercontinental Rally Challenge.
Para continuar e validar o trabalho e experiência adquirida, a equipa Peugeot e o piloto Bruno Magalhães repetiram em 2011 a participação no Intercontinental Rally Challenge. Num ano marcado por alguns azares e resultados abaixo do esperado, dois resultados sobressaíram: a vitória à classe no Vodafone Rali de Portugal, e a tão esperada vitória no Rali Vinho Madeira. Infelizmente estes dois resultados não foram suficientes para a repetição do programa por mais um ano por parte da Peugeot Sport Portugal. Por essa razão o piloto e o seu amigo e ex-director na Peugeot Carlos Barros, procuram uma solução para 2012 sendo o Intercontinental Rally Challenge o objectivo para a continuação da carreira do piloto.

## Palmarés [1999-2011]
1999
9º no Campeonato Nacional de Ralis - Absoluto
4º no Campeonato Nacional de Ralis - Automóveis de Produção Absoluto
9º na Taça FPAK de Ralis - Absoluto
4º na Taça FPAK de Ralis - Condutores Produção
16º no Campeonato Nacional de Ralis Promoção - Condutores
12º no Campeonato Nacional de Ralis Promoção - Turismo Condutores
2000
8º no Campeonato Nacional de Ralis - Pilotos Absoluto
4º no Campeonato Nacional de Ralis - Pilotos Produção
8º na Taça FPAK de Ralis - Absoluto
4º na Taça FPAK de Ralis - Condutores Produção
2001
11º no Campeonato Nacional de Ralis - Pilotos Produção
2002
8º no Campeonato Nacional de Ralis - Condutores Absoluto
11º no Campeonato Nacional de Ralis - Condutores Turismo
6º no Campeonato Nacional de Ralis - Condutores Produção
8º no Campeonato Nacional de Ralis - Condutores Turismo/Produção até 1600cc
2003
24ª no Campeonato Nacional de Ralis - Condutores Absoluto
11º no Campeonato Nacional de Ralis - Condutores Turismo
11º no Campeonato Nacional de Ralis - Condutores Turismo/Produção até 1600cc
4º no Troféu Peugeot 206
2004
8º no Campeonato Nacional de Ralis - Condutores Absoluto
4º no Campeonato Nacional de Ralis - Condutores Turismo
4º no Campeonato Nacional de Ralis - Condutores Turismo/Produção até 1600cc
1º no Troféu 206
2005
5º no Campeonato Nacional de Ralis - Condutores Absoluto
2º no Campeonato Nacional de Ralis - Condutores Turismo
2º no Campeonato Nacional de Ralis - Condutores Turismo/Produção até 1600cc
16º no Campeonato de Ralis dos Açores - Condutores Absoluto
23º no Campeonato de Ralis dos Açores - Condutores Turismo
22º no Campeonato de Ralis dos Açores - Grupo A/N até 1600cc
47º no Campeonato de Ralis da Madeira - Condutores Turismo
23º FIA European Rally Cup for Drivers - West
2006
3º no Campeonato Nacional de Ralis - Condutores Absoluto
1º no Campeonato Nacional de Ralis - Condutores Turismo
1º no Campeonato Nacional de Ralis - Condutores Turismo/Produção até 1600cc
14º no Campeonato de Ralis dos Açores - Condutores Absoluto
30º no Campeonato de Ralis dos Açores - Condutores Turismo
29º no Campeonato de Ralis dos Açores - Condutores Turismo/Produção até 1600cc
11º no Campeonato de Ralis da Madeira - Condutores Absoluto
48º no Campeonato de Ralis da Madeira - Condutores Turismo
10º no Campeonato de Ralis da Madeira - Condutores Turismo/Produção até 1600cc
15º FIA European Rally Cup for Drivers - West
2007
1º no Campeonato Nacional de Ralis - Condutores Absoluto
1º no Campeonato Nacional de Ralis - Condutores Produção
13º no Campeonato de Ralis dos Açores - Condutores Absoluto
16º no Campeonato de Ralis dos Açores - Condutores Produção
10º FIA European Rally Cup for Drivers - South-West
2008
1º no Campeonato de Portugal de Ralis - Condutores Absoluto
1º no Campeonato de Portugal de Ralis - Condutores Turismo
33º no Campeonato dos Açores de Ralis - Condutores Turismo
21º no Campeonato da Madeira de Ralis - Condutores Turismo
6º FIA European Rally Cup for Drivers - South-West
2009
8º no Intercontinental Rally Challenge - Drivers
1º no Campeonato de Portugal de Ralis - Condutores Absoluto
1º no Campeonato de Portugal de Ralis - Condutores Turismo
2010
5º no Intercontinental Rally Challenge - Drivers
14º no Campeonato de Portugal de Ralis - Condutores Absoluto
8º no Campeonato de Portugal de Ralis - Condutores Turismo
2011
11º no Intercontinental Rally Challenge - Drivers

## Resultados [1999-2012]
| Ano  | Data     | Rali                                         | Número | Navegador               | Carro                    | Matricula  | Resultados                         |
| ---- | -------- | -------------------------------------------- | ------ | ----------------------- | ------------------------ | ---------- | ---------------------------------- |
| 1999 | 22.05    | Rali Portas de Ródão                         | #21    | José Martins            | Volkswagen Golf GTI      | 76-58-FE   | 20ª Posição                        |
| 1999 | 12.06    | Rali Mondim/Celorico de Basto                | #21    | José Martins            | Volkswagen Golf GTI      | 76-58-FE   | 2ª Posição                         |
| 1999 | 24-25.09 | Rali Rota do Sol                             | #21    | Paulo Amaro             | Mitsubishi Lancer Evo.V  | 14-68-MG   | 6ª Posição / 3º Grupo N            |
| 1999 | 08-09.10 | Rali Solverde                                | #11    | Paulo Amaro             | Mitsubishi Lancer Evo.V  | 14-68-MG   | 6ª Posição / 2º Grupo N            |
| 1999 | 23-24.10 | Rali Casinos do Algarve                      | #11    | Paulo Amaro             | Mitsubishi Lancer Evo.V  | 14-68-MG   | 8ª Posição / 2º Grupo N            |
| 1999 | 20.11    | Rali Sport / Dão Lafões                      | #8     | Paulo Amaro             | Mitsubishi Lancer Evo.V  | 14-68-MG   | 6ª Posição / 1º Grupo N            |
|      |          |                                              |        |                         |                          |            |                                    |
| 2000 | 25-26.02 | Rali Esso / Futebol Clube do Porto           | #16    | Paulo Amaro             | Ford Escort Cosworth     | 50-83-KB   | 8ª Posição / 5º Grupo N            |
| 2000 | 16-19.03 | TAP Rali de Portugal                         | #61    | José Martins            | Mitsubishi Lancer Evo.VI | 35-66-OM   | 32ª Posição / 12º Grupo N          |
| 2000 | 06.05    | Rali Cidade Oliveira do Hospital             | #12    | Paulo Amaro             | Mitsubishi Lancer Evo.VI | 35-66-OM   | 7ª Posição / 3º Grupo N            |
| 2000 | 03-05.08 | Rali Vinho Madeira                           | #28    | Paulo Amaro             | Mitsubishi Lancer Evo.VI | 35-66-OM   | 21ª Posição / 6º Grupo N           |
| 2000 | 22-23.09 | Rali Rota do Vidro                           | #11    | Filipe Fernandes        | Mitsubishi Lancer Evo.VI | 35-66-OM   | Desistência (Acidente)             |
| 2000 | 28-29.10 | Rali Casinos do Algarve                      | #11    | Paulo Amaro             | Mitsubishi Lancer Evo.VI | 35-66-OM   | 5ª Posição / 3º Grupo N            |
| 2000 | 18.11    | Rali Sport / Rota do Dão                     | #9     | Paulo Amaro             | Mitsubishi Lancer Evo.VI | 35-66-OM   | 4ª Posição / 2º Grupo N            |
|      |          |                                              |        |                         |                          |            |                                    |
| 2001 | 02-03.02 | Rali Casino da Póvoa                         | #11    | Álvaro Ferreira         | Mitsubishi Lancer Evo.VI | 35-66-OM   | Desistência (Problema eléctrico)   |
| 2001 | 08-11.03 | TAP Rali de Portugal                         | #65    | Álvaro Ferreira         | Mitsubishi Lancer Evo.VI | 35-66-OM   | Desistência (Problema eléctrico)   |
| 2001 | 02-04.08 | Rali Vinho Madeira                           | #32    | Álvaro Ferreira         | Mitsubishi Lancer Evo.VI | 35-66-OM   | Desistência (Cubo da Roda)         |
| 2001 | 05-06.10 | Rali Casino de Espinho                       | #16    | Álvaro Ferreira         | Mitsubishi Lancer Evo.VI | 35-66-OM   | Desistência (Acidente)             |
|      |          |                                              |        |                         |                          |            |                                    |
| 2002 | 08-09.02 | Rali Casino da Póvoa                         | #9     | Paulo Grave             | Mitsubishi Lancer Evo.VI | 35-66-OM   | 4ª Posição / 1º Grupo N            |
| 2002 | 02.03    | Rali Futebol Clube do Porto                  | #8     | Paulo Grave             | Mitsubishi Lancer Evo.VI | 35-66-OM   | 2ª Posição / 1º Grupo N            |
| 2002 | 17-18.05 | Rali da Figueira da Foz                      | #5     | Paulo Grave             | Peugeot 206 GTI          | 77-76-TJ   | 13ª Posição / 6º Classe            |
| 2002 | 07-08.06 | TMN Rali de Portugal                         | #9     | Paulo Grave             | Peugeot 206 GTI          | 77-76-TJ   | 16ª Posição / 3º Classe            |
| 2002 | 04-06.07 | SATA Rali Açores                             | #12    | Paulo Grave             | Peugeot 206 GTI          | 77-76-TJ   | 9ª Posição / 4º Classe             |
| 2002 | 01-03.08 | Rali Vinho Madeira                           | #21    | Paulo Grave             | Peugeot 206 GTI          | 77-76-TJ   | 20ª Posição / 5º Classe            |
| 2002 | 27-28.09 | Rali Rota do Vidro                           | #7     | Paulo Grave             | Peugeot 206 GTI          | 77-76-TJ   | 8ª Posição / 5º Classe             |
| 2002 | 11-12.10 | Rali Casino de Espinho                       | #7     | Paulo Grave             | Peugeot 206 GTI          | 77-76-TJ   | 17ª Posição / 8º Classe            |
| 2002 | 01-02.11 | Rali Casinos do Algarve                      | #8     | Paulo Grave             | Peugeot 206 GTI          | 77-76-TJ   | Desistência (Transmissão partida)  |
| 2002 | 23.11    | Rali Sport / Dão Lafões                      | #9     | Paulo Grave             | Peugeot 206 GTI          | 77-76-TJ   | 12ª Posição / 5º Classe            |
|      |          |                                              |        |                         |                          |            |                                    |
| 2003 | 28-29.03 | TMN Rali de Portugal                         | #18    | Paulo Grave             | Peugeot 206 GTI          | 77-76-TJ   | 8ª Posição / 2º Troféu 206         |
| 2003 | 24.05    | Rali Futebol Clube do Porto                  | #35    | Paulo Grave             | Peugeot 206 GTI          | 77-76-TJ   | Desistência (Acidente)             |
| 2003 | 03-05.07 | SATA Rali Açores                             | #33    | Paulo Grave             | Peugeot 206 GTI          | 77-76-TJ   | 9ª Posição / 1º Troféu 206         |
| 2003 | 03-04.10 | Rali Rota do Vidro                           | #27    | Paulo Grave             | Peugeot 206 GTI          | 77-76-TJ   | 15ª Posição / 4º Troféu 206        |
| 2003 | 17-18.10 | Rali Casinos do Algarve                      | #31    | Paulo Grave             | Peugeot 206 GTI          | 77-76-TJ   | Desistência (Acidente)             |
| 2003 | 14-15.11 | Rali Sport / Dão Lafões                      |        | Paulo Grave             | Peugeot 206 GTI          | 77-76-TJ   | 15ª Posição / 7º Troféu 206        |
|      |          |                                              |        |                         |                          |            |                                    |
| 2004 | 12-13.03 | Rali Casino da Póvoa                         | #29    | Paulo Grave             | Peugeot 206 GTI          | 77-76-TJ   | 13ª Posição / 1º Troféu 206        |
| 2004 | 02-03.04 | TMN Rali de Portugal                         | #23    | Paulo Grave             | Peugeot 206 GTI          | 77-76-TJ   | 4ª Posição / 1º Troféu 206         |
| 2004 | 01.05    | Rali Futebol Clube do Porto                  | #19    | Paulo Grave             | Peugeot 206 GTI          | 77-76-TJ   | 5ª Posição / 1º Troféu 206         |
| 2004 | 24-25.09 | Rali Rota do Vidro                           | #18    | Paulo Grave             | Peugeot 206 GTI          | 77-76-TJ   | 10ª Posição / 2º Troféu 206        |
| 2004 | 29-30.10 | Iduna Rali Lafões                            | #18    | Paulo Grave             | Peugeot 206 GTI          | 77-76-TJ   | 10ª Posição / 2º Troféu 206        |
| 2004 | 19-20.11 | Rali Casinos do Algarve                      | #22    | Paulo Grave             | Peugeot 206 GTI          | 77-76-TJ   | 12ª Posição / 1º Troféu 206        |
|      |          |                                              |        |                         |                          |            |                                    |
| 2005 | 11-12.03 | Rali Casino da Póvoa                         | #8     | Paulo Grave             | Peugeot 206 S1600        | 87-66-ZL   | Desistência (Transmissão)          |
| 2005 | 01-02.04 | PT Rali de Portugal                          | #18    | Paulo Grave             | Peugeot 206 S1600        | 87-65-ZL   | Desistência (Embraiagem)           |
| 2005 | 28.05    | Rali Futebol Clube do Porto                  | #11    | Paulo Grave             | Peugeot 206 S1600        | 87-65-ZL   | 3ª Posição / 1º Classe             |
| 2005 | 01-02.07 | SATA Rali Açores                             | #15    | Paulo Grave             | Peugeot 206 S1600        | 87-65-ZL   | 7ª Posição / 2º Classe             |
| 2005 | 28-30.07 | Rali Vinho Madeira                           | #20    | Paulo Grave             | Peugeot 206 S1600        | 87-65-ZL   | Desistência (Caixa de velocidades) |
| 2005 | 16-17.09 | Rali Centro de Portugal                      | #9     | Paulo Grave             | Peugeot 206 S1600        | 87-65-ZL   | 4ª Posição / 3º Classe             |
| 2005 | 28-29.10 | Rali Nordeste Transmontano / Jornal "O Jogo" | #8     | Paulo Grave             | Peugeot 206 S1600        | 87-65-ZL   | 3ª Posição / 3º Classe             |
| 2005 | 18-19.11 | Rali Casinos do Algarve                      | #6     | Paulo Grave             | Peugeot 206 S1600        | 87-65-ZL   | 2ª Posição / 1º Classe             |
|      |          |                                              |        |                         |                          |            |                                    |
| 2006 | 24-25.02 | Rali Casino da Póvoa                         | #5     | Paulo Grave             | Peugeot 206 S1600        | 87-65-ZL   | 3ª Posição / 1º Classe             |
| 2006 | 17-18.04 | PT Rali de Portugal                          | #10    | Paulo Grave             | Peugeot 206 S1600        | 87-65-ZL   | 8ª Posição / 2º Classe             |
| 2006 | 27.05    | Rali Futebol Clube do Porto                  | #3     | Paulo Grave             | Peugeot 206 S1600        | 87-65-ZL   | 3ª Posição / 1º Classe             |
| 2006 | 30-01.07 | SATA Rali Açores                             | #4     | Paulo Grave             | Peugeot 206 S1600        | 87-65-ZL   | 7ª Posição / 1º Classe             |
| 2006 | 03-05.08 | Rali Vinho Madeira                           | #9     | Paulo Grave             | Peugeot 206 S1600        | 87-65-ZL   | 4ª Posição / 1º Classe             |
| 2006 | 15-16.09 | Rali Centro de Portugal                      | #3     | Paulo Grave             | Peugeot 206 S1600        | 87-65-ZL   | 4ª Posição / 2º Classe             |
| 2006 | 28.10    | Rali de Mortágua                             | #3     | Paulo Grave             | Peugeot 206 S1600        | 87-65-ZL   | 4ª Posição / 2º Classe             |
| 2006 | 17-18.11 | Rali Casinos do Algarve                      | #3     | Paulo Grave             | Peugeot 206 S1600        | 87-65-ZL   | 6ª Posição / 2º Classe             |
|      |          |                                              |        |                         |                          |            |                                    |
| 2007 | 23-24.02 | Rali Torrié                                  | #1     | Paulo Grave             | Peugeot 207 S2000        | 620 DZV 78 | 1ª Posição / 1º Grupo N            |
| 2007 | 29-01.04 | Vodafone Rali de Portugal                    | #63    | Paulo Grave             | Peugeot 207 S2000        | 620 DZV 78 | 17ª Posição / 2º Grupo N           |
| 2007 | 11-12.05 | Rali Futebol Clube do Porto                  | #1     | Paulo Grave             | Peugeot 207 S2000        | 620 DZV 78 | 1ª Posição / 1º Grupo N            |
| 2007 | 29-30.06 | SATA Rali Açores                             | #1     | Paulo Grave             | Peugeot 207 S2000        | 620 DZV 78 | Desistência (Motor)                |
| 2007 | 02-04.08 | Rali Vinho Madeira                           | #12    | Paulo Grave             | Peugeot 207 S2000        | 14-DT-16   | 2ª Posição / 2º Grupo N            |
| 2007 | 21-22.09 | Rali Centro de Portugal                      | #1     | Paulo Grave             | Peugeot 207 S2000        | 14-DT-16   | 1ª Posição / 1º Grupo N            |
| 2007 | 28-29.09 | Rally San Remo                               | #28    | Paulo Grave             | Peugeot 207 S2000        | 14-DT-16   | Desistência (Acidente)             |
| 2007 | 26-27.10 | Rali de Mortágua                             | #1     | Paulo Grave             | Peugeot 207 S2000        | 14-DT-16   | 1ª Posição / 1º Grupo N            |
| 2007 | 23-24.11 | Rali Casinos do Algarve                      | #2     | Paulo Grave             | Peugeot 207 S2000        | 14-DT-16   | 1ª Posição / 1º Grupo N            |
|      |          |                                              |        |                         |                          |            |                                    |
| 2008 | 07-08.03 | Rali Torrié                                  | #1     | Mário Castro            | Peugeot 207 S2000        | 14-DT-16   | 1ª Posição / 1º S2000              |
| 2008 | 18-19.04 | Rali Futebol Clube do Porto                  | #1     | Mário Castro            | Peugeot 207 S2000        | 14-DT-16   | 1ª Posição / 1º S2000              |
| 2008 | 08-10.05 | Vodafone Rali de Portugal                    | #9     | Mário Castro            | Peugeot 207 S2000        | 14-DT-16   | 6ª Posição / 5º S2000              |
| 2008 | 03-05.07 | SATA Rali Açores                             | #2     | Carlos Magalhães        | Peugeot 207 S2000        | 14-DT-16   | 1ª Posição / 1º S2000              |
| 2008 | 31-02.08 | Rali Vinho Madeira                           | #6     | Carlos Magalhães        | Peugeot 207 S2000        | 52-FX-59   | 8ª Posição / 8º S2000              |
| 2008 | 11-13.09 | Rally Principe das Astúrias                  | #6     | Carlos Magalhães        | Peugeot 207 S2000        | 52-FX-59   | Desistência (Motor)                |
| 2008 | 19-20.09 | Rali Centro de Portugal                      | #1     | Carlos Magalhães        | Peugeot 207 S2000        | 52-FX-59   | 1ª Posição / 1º S2000              |
| 2008 | 24-25.10 | Rali de Mortágua                             | #1     | Carlos Magalhães        | Peugeot 207 S2000        | 52-FX-59   | 1ª Posição / 1º S2000              |
| 2008 | 21-22.11 | Rali Casinos do Algarve                      | #1     | Carlos Magalhães        | Peugeot 207 S2000        | 52-FX-59   | 2ª Posição / 2º S2000              |
|      |          |                                              |        |                         |                          |            |                                    |
| 2009 | 07-08.03 | Rali Torrié                                  | #1     | Carlos Magalhães        | Peugeot 207 S2000        | 14-DT-16   | 1ª Posição / 1º S2000              |
| 2009 | 02-05.04 | Vodafone Rali de Portugal                    | #159   | Carlos Magalhães        | Peugeot 207 S2000        | 14-DT-16   | Desistência (Motor)                |
| 2009 | 07-09.05 | SATA Rali Açores                             | #4     | Carlos Magalhães        | Peugeot 207 S2000        | 14-DT-16   | 9ª Posição / 6º S2000              |
| 2009 | 05-06.06 | Rali do Porto                                | #1     | Carlos Magalhães        | Peugeot 207 S2000        | 14-DT-16   | 1ª Posição / 1º S2000              |
| 2009 | 04.07    | Rali do Marítimo                             | #2     | Carlos Magalhães        | Peugeot 207 S2000        | 14-DT-16   | 1ª Posição / 1º S2000              |
| 2009 | 30-01.08 | Rali Vinho Madeira                           | #4     | Carlos Magalhães        | Peugeot 207 S2000        | 52-FX-59   | 2ª Posição / 2º S2000              |
| 2009 | 18-19.09 | Rali Centro de Portugal                      | #1     | Carlos Magalhães        | Peugeot 207 S2000        | 52-FX-59   | 1ª Posição / 1º S2000              |
| 2009 | 17-18.10 | Rali de Mortágua                             | #1     | Carlos Magalhães        | Peugeot 207 S2000        | 52-FX-59   | 1ª Posição / 1º S2000              |
| 2009 | 21-22.11 | Rali Casinos do Algarve                      | #1     | Carlos Magalhães        | Peugeot 207 S2000        | 52-FX-59   | 1ª Posição / 1º S2000              |
|      |          |                                              |        |                         |                          |            |                                    |
| 2010 | 19-23.01 | Rally Automobile Monte Carlo                 | #9     | Carlos Magalhães        | Peugeot 207 S2000        | 52-FX-59   | 7ª Posição / 7º S2000              |
| 2010 | 04-06.03 | Rally Internacional de Curitiba              | #4     | Carlos Magalhães        | Peugeot 207 S2000        | 14-DT-16   | 5ª Posição / 5º S2000              |
| 2010 | 19-21.03 | Rally Argentina                              | #7     | Carlos Magalhães        | Peugeot 207 S2000        | 14-DT-16   | 6ª Posição / 5º S2000              |
| 2010 | 30-01.05 | Rally Islas Canarias                         | #5     | Carlos Magalhães        | Peugeot 207 S2000        | 14-DT-16   | 5ª Posição / 5º S2000              |
| 2010 | 24-26.06 | Geko Ypres Rally                             | #19    | Carlos Magalhães        | Peugeot 207 S2000        | 52-FX-59   | 6ª Posição / 6º S2000              |
| 2010 | 15-17.07 | SATA Rali Açores                             | #6     | Carlos Magalhães        | Peugeot 207 S2000        | 14-DT-16   | 1ª Posição / 1º S2000              |
| 2010 | 05-07.08 | Rali Vinho Madeira                           | #7     | Carlos Magalhães        | Peugeot 207 S2000        | 52-FX-59   | Desistência (Acidente)             |
| 2010 | 24-25.09 | Rally San Remo                               | #15    | Carlos Magalhães        | Peugeot 207 S2000        | 14-DT-16   | 10ª Posição / 10º S2000            |
|      |          |                                              |        |                         |                          |            |                                    |
| 2011 | 19-22.01 | Rally Automobile Monte Carlo                 | #14    | Paulo Grave             | Peugeot 207 S2000        | 52-FX-59   | Desistência (Acidente)             |
| 2011 | 24-27.03 | Vodafone Rali de Portugal                    | #18    | Paulo Grave             | Peugeot 207 S2000        | 14-DT-16   | 12ª Posição / 1º S2000             |
| 2011 | 15-16.04 | Rally Islas Canarias El Corte Ingles         | #11    | Paulo Grave             | Peugeot 207 S2000        | 52-FX-59   | 8ª Posição / 8º S2000              |
| 2011 | 12-14.05 | Tour de Corse E. Leclerc                     | #7     | Paulo Grave             | Peugeot 207 S2000        | 52-FX-59   | 5ª Posição / 5º S2000              |
| 2011 | 17-18.06 | Rally de Ourense                             | #11    | Paulo Grave             | Mitsubishi Lancer Evo.X  | 6331 GRL   | Desistência (Transmissão)          |
| 2011 | 24-25.06 | Geko Ypres Rally                             | #18    | Paulo Grave             | Peugeot 207 S2000        | 52-FX-59   | Desistência (Motor)                |
| 2011 | 14-16.07 | SATA Rally Açores                            | #8     | Paulo Grave             | Peugeot 207 S2000        | 14-DT-16   | Desistência (Transmissão)          |
| 2011 | 04-06.08 | Rali Vinho Madeira                           | #3     | Paulo Grave             | Peugeot 207 S2000        | 52-FX-59   | 1ª Posição / 1º S2000              |
| 2011 | 09-11.09 | Canon Mecsek Rally                           | #15    | Paulo Grave             | Peugeot 207 S2000        | 52-FX-59   | 9ª Posição / 9º S2000              |
| 2011 | 23-24.09 | Rally San Remo                               | #11    | Paulo Grave             | Peugeot 207 S2000        | 52-FX-59   | 5ª Posição / 5º S2000              |
|      |          |                                              |        |                         |                          |            |                                    |
| 2012 | 23-25.02 | SATA Rallye Açores                           | #11    | Carlos Magalhães        | Peugeot 207 S2000        | BL-811-RB  | Desistência (Despiste)             |
| 2012 | 27-29.07 | Rali Vinho Madeira                           | #3     | Nuno Rodrigues da Silva | Peugeot 207 S2000        | 14-DT-16   | 1ª Posição / 1º S2000              |